# Lubrikationsmangel
Lubrikationsmangel ist der sexualwissenschaftliche Ausdruck für den Mangel an Scheidenflüssigkeit. Lubrikationsmangel ist eine sexuelle Funktionsstörung der Frau, die durch mangelnde oder fehlende Absonderung von Transsudat während des Geschlechtsverkehrs gekennzeichnet ist. Koitusschmerzen oder Vaginismus sind nicht selten unangenehme Folgen. Mögliche Gründe können sein: Störung der Erregungsphase infolge hormoneller Störungen (Östrogenmangel) zum Beispiel bedingt durch Wechseljahre oder infolge psychischer Hemmungen oder Angst vor Schmerzen. Ersteres ist in der Regel mit medizinischen Präparaten behebbar, bei letzterem wird zumeist eine Psycho- oder Sexualtherapie angeraten. Leichte, temporär auftretende Lubrikationsstörungen sind durch die Verwendung von Gleitpräparaten wie Gleitgel oder spezielle Vaginalcremes zur Befeuchtung zumeist einfach auszugleichen.